# Kazimierz Jarochowski
Kazimierz Jarochowski (deutsch: Kasimir von Jarochowski; * 12. September 1829 in Sokolniki, Powiat Szamotulski; † 24. März 1888) war ein preußischer Jurist und polnischer Historiker.
Kazimierz Jarochowski, Sohn eines angesehenen Rittergutsbesitzers im Posenschen, erhielt im elterlichen Haus eine sorgfältige Erziehung, studierte an der Universität Berlin Jurisprudenz, wurde 1862 Kreisrichter in Posen und nahm 1882 seine Entlassung.
Er veröffentlichte die wichtigen Aktenstücke zur sächsischen Zeit unter dem Titel:
- Teka Gabryela Junoszy (Posen 1856–61, 6 Bde.), dann
- Wielkopolska w czasia piecwczy wojny Szwedzkiy od r. 1655 do 1657 (Geschichte des Schwedenkriegs 1655–57, 1864) und die
- Geschichte Augusts II.  (1856–74, 2 Bde.).

Seine kleineren historischen Schriften erschienen unter dem Titel:
- Opowiadania historyczne (1860–86, 6 Bde.).
- Próba emancypacyjna polityki Augustowéj (Ein Emanzipationsversuch Augusts, 1878);
- Sprawa Kalksteina 1670–72 (Die Affäre Kalkstein, Warschau 1878);
- Oblezenie Poznania przez Patkula  (Die Belagerung Posens durch Patkul), 1879; deutsch in: Neues Archiv für Sächsische Geschichte (NASG), 3, 1882, S. 201–228, S. 257–289.
- Koniec Radziejowskiego (Das Ende Radziejowskis, 1879) und unter dem Pseudonym Severin Przerowa:
- Literatura poznańska w pierwszej połowie bieżącego (Die Literatur des Großherzogtums Posen, Krakau 1880).